# Tibor Keledy
Dans le nom hongrois Keledy Tibor, le nom de famille précède le prénom, mais cet article utilise l’ordre habituel en français Tibor Keledy, où le prénom précède le nom.
Tibor Keledy, né Tibor Keil le 23 octobre 1895 à Losonc et mort le 28 mai 1978 à Grenade, est un homme politique hongrois, bourgmestre principal de Budapest en 1944.